# Меч у камені (мультфільм)
«Меч у камені» (англ. The Sword in the Stone) — американський анімаційний музичний фентезійно- комедійний фільм 1963 року, спродюсований Волтом Діснеєм і випущений Buena Vista Distribution. 18-й повнометражний анімаційний фільм Діснея, він став останнім діснеївським анімаційним фільмом, випущеним до смерті Волта Диснея. Пісні у фільмі написані братами Шерман, які пізніше написали музику для інших діснеївських фільмів — «Мері Поппінс» (1964), «Книга джунглів» (1967), «Коти-аристократи» (1970) і «Набалдашник і мітла» (1971).
Фільм оснований на однойменному романі
англійського письменника-фантаста Теренса Г. Вайта, що  вперше вийшов окремим виданням в 1938 році. Пізніше він вийшов в 1958 році як перша книга тетралогії Т.Х Вайта «Король минулого і майбутнього». Меч у камені вийшов в кінотеатрах 25 грудня 1963 і мав суперечливі відгуки, але касовий успіх.

## Сюжет
Після того, як король Англії Утер Пендрагон помер, не залишивши спадкоємця трону, меч чарівним чином з'являється всередині ковадла в Лондоні. Напис на мечі заявляє, що «той, хто витягне цей меч з цього каменю і ковадла, є істинним королем, народженим в Англії». Ніхто не може витягти меч, про який з часом забули, і Англія занурилася в темні століття.
Роки потому, 12-річний сирота на ім'я Артур, якого зазвичай називають Варт (Бородавка), випадково відлякує оленя, на якого полював його старший прийомний брат Кей, і Кей запускає свою стрілу в ліс. Шукаючи стрілу, Артур опиняється в будинку чарівника Мерліна, який  проголошує себе наставником Артура і повертається з хлопцем до  його дому, у замок, що належить серу Ектору, прийомному батькові Артура. Друг Ектора, сер Пеллінор, прибуває з новинами, що щорічний лицарський турнір буде проводитися на Новий рік в Лондоні, і переможець стане королем. Ектор вирішує серйозно зайнятися підготовкою Кея до турніру і призначає Артура його зброєносцем.
Для того, щоб виховувати Артура, Мерлін перетворює хлопчика і себе в рибу. Вони плавають у замковому рові для того, щоб дізнатися про фізику, але що більш важливо для Артура, щоб покладатися на інтелект у небезпечних ситуаціях (мозок над силою). Артура атакує щука, але його врятував Архімед, сова-вихованець Мерліна. В якості покарання за спробу розповісти про це Ектору, який йому не вірить,  Артур вирушає на кухню. Мерлін зачаровує посуд, щоб він мив самого себе, потім бере Артура на ще один урок, перетворюючи їх в білки, щоб дізнатися про гравітацію, і розуміти про потребу думати, перш ніж діяти («сім разів відміряй»). Під час їх подорожі, дві самочки — червоні білки закохуються в них. Артура трохи не з'їв вовк, але його рятує молода білочка, перш ніж Мерлін повертає їм людський вигляд. У той час як старша білочка, яка переслідувала Мерліна, спочатку злякалась, але потім розлютилась на це, білочка Артура вбита горем. Коли Мерлін і Артур повертаються в замок, Ектор звинувачує Мерліна у використанні чорної магії на посуді. Артур захищає Мерліна, але Ектор відмовляється слухати і карає Артура, даючи Кею іншого зброєносця, Хоббса (якого в фільмі згадують, але не показують).
Вирішивши загладити свою провину, Мерлін планує навчати Артура весь час. Однак, Мерлінові знання майбутньої історії викликають плутанину, що змушує Мерліна призначити Архімеда вчителем Артура. Коли Артур думає, як це — літати, Мерлін перетворює його на горобця і Архімед вчить Артура літати. Однак, під час уроку на Артура нападає яструб і він потрапляє в димохід мадам Мім, ексцентричної, злої відьми і немезиди Мерліна. Магія Мім використовує обман, на відміну від наукових навичок Мерліна. Мерлін втручається перш ніж Мім вдається знищити Артура, і вона кидає йому виклик на дуель магів. Попри обман Мім, Мерлін її перемагає, перетворюючись на вигаданий мікроб під назвою «Malignalitaloptereosis», який вражає її хворобою схожою на вітрянку, що вимагає декількох тижнів постільного режиму, і ілюструючи перевагу знання над силою.
На Різдво, Кей отримує лицарство, але коли Хоббс злягає зі свинкою, Ектор змушений відновити Артура на посаді зброєносця Кея. Це призводить до сварки між Артуром і Мерліном, який гнівно (і ненавмисно) переносить себе на Бермудські острови, коли Артур відстоює свій вибір. В день турніру Артур розуміє, що він залишив меч Кея у корчмі, яка тепер закрита на турнір. Архімед бачить меч в камені, який Артур виймає, мимоволі виконуючи пророцтво. Коли Артур повертається з мечем, Ектор впізнає меч і турнір зупиняють. Ектор поміщає меч назад в ковадло, вимагаючи Артура довести, що він його витягнув. Думаючи, що тепер будь-хто може витягти меч, Кей і інші марно намагаються його витягти. Сер Пеллінор і інший лицар, сер Барт, заступаються за Артура і допомагають йому витягти меч знову. Він робить це, показуючи, що він законний король Англії і спадкоємець Утера Пендрагона, та заробляючи повагу Ектора і Кея.
Пізніше Артур, коронований королем, сидить в тронному залі з Архімедом, відчуваючи себе нездатним взяти на себе відповідальність правління. Перевантажений тріумфуючим натовпом ззовні, Артур волає до Мерліна за допомогою. Мерлін повертається з Бермудських островів і радіє, коли бачить, що Артур — король, якого він бачив у майбутньому. Мерлін розповідає Артуру, що далі він буде очолювати лицарів круглого столу.

## Актори та персонажі
- Рікі Соренсен, Річард Райтерман і Роберт Райтерман грали Артура, також відомого як Бородавка. Він є диснеївською адаптацією легендарного британського короля Артура. Артура озвучивали три актора, що призвело до помітних змін в голосі від сцени до сцени, а іноді, в одній сцені.[6] Крім того, три голоси були з американським акцентом, різко контрастуючи з англійськими сценами і акцентами, на яких говорить більшість інших персонажів фільму.
- Карл Свенсон озвучував Мерліна, легендарного чарівника, який допомагає і навчає Артура. Мерлін був намальований кількома з так званих Дев'яти старців Діснея, в тому числі Мілтом Калем, Френком Томасом, Оллі Джонстоном і Джоном Лунсбері. Каль розробив персонаж, уточнивши ескізи розкадровки Білла Піта. Мерліна можна впізнати за великою бородою, яка заплутується в більшості його приборів, і окулярами. Він є наймогутнішим чарівником світу.
- Джуніус Меттьюз озвучував Архімеда, примхливу, але дуже освічену сову-вихованця Мерліна, який може говорити і є коміком фільму. Архімед супроводжує Артура під час тренування, і він — той, хто попереджає Мерліна після того, як Артур потрапляє в котедж мадам Мім і вона майже вбиває його. Архімед залишається з Артуром, коли Мерлін подорожує на Бермуди в 20-те століття.
- Себастьян Кабот озвучував сера Ектора, управляючого  замку короля і прийомного батька Артура. Він не вірить в магію доки Мерлін не чаклує вихор перед ним. Хоча він любить Артура, Ектор часто поводиться з ним суворо. Кебот також дає короткий текст на початку і в кінці фільму.
- Норман Олден озвучує сера Кея, старшого зведеного брата Артура і сина Ектора. Хоча він бездарний в кінних змаганнях і бої на мечах, Ектор лишається повним рішучості натренувати його на лицаря і, можливо, отримати корону. Хоча він доглядає за Артуром, він часто ставиться до нього з презирством.
- Марта Вентворт озвучує мадам Мім, відьму з чорною магією. Вона є єдиним антагоністом фільму, включеним до офіційного переліку диснеївських лиходіїв. Її намалювали двома з Дев'яти старців Диснея, Мілтом Калем (який розробив персонажа, покращивши ескізи розкадровки Білла Піта) і Френком Томасом. Каль намалював її початкову взаємодію з Артуром, а Томас наглядав за малюванням її дуелі магів з Мерліном. Вентворт також озвучив бабусю-білку, недалеку, літню білочку, яка закохується в Мерліна-білку.
- Алан Напье озвучив сера Пеллінора, друга сера Ектора, який оголошує турнір.
- Тарл Рейвенскрофт озвучує сера Барта, також відомого як Чорний Лицар, одного з перших, хто впізнав меч, який Артур витягнув з каменю.
- Джіні Тайлер озвучує молоду білочку, яку зустрічає Артур-білка, і яка в нього закохується, а пізніше рятує від вовка. Її серце розбите, коли Артур повертається до людської подоби.

## Створення мультфільму
У 1939 році Волт Дісней вперше отримав права на екранізації роману Т. Х. Вайта «Меч в камені», і початкові розкадровки були проведені в 1949 році. Коли робота над «Сто і один далматинець» була завершена в 1960 році, у розробці були два проєкти — Шантеклер і Меч у камені. Перший розробляли Кен Андерсон і Марк Девіс, який прагнули створити повнометражний анімаційний фільм в сучаснішій обстановці. Обидва вони побували в архіві Диснея і вирішили адаптувати сатиричну казку у виробництво після ознайомлення з більш ранніми концепціями, що датуються 1940-ми роками. Андерсон, Девіс, Мілт Каль, і режисер Вольфганг Райтерман витратили місяці на підготовку детальної розкадровки для Шантеклер, і після мовчазної реакції на презентацію історії, голос із задньої частини залу сказав: «Ви не можете створити особистість з курки!» Голос належав Біллу Піту. Коли прийшов час, щоб затвердити один з двох проєктів, Волт зауважив, що проблема з героєм-півнем в тому, що «[Вам] не хочеться підняти півня і приголубити.» Між тим, робота над Мечем у камені була виконана лише ветерана художником історій Біллом Пітом. Після того, яки Дісней побачив 1960 року бродвейську постановку «Камелот», він схвалив проєкт на виробництво. Оллі Джонстон заявив, що "[Каль] посварився з Біллом за те, що він не просунув Шантеклер після усіх зусиль, які він вклав у нього. Він сказав, що « я можу намалювати чудового півня, ти знаєш. Білл сказав, 'я теж.'» Піт згадував, як вони були вимушені «змиритися з поразкою і поступитися Мечу у камені… Він дозволив їм мати свій власний шлях, і вони його підвели. Вони ніколи не розуміли, що я не намагався з ними конкурувати, просто намагався робити те, що я хотів, щоб спрацювало. Я був посеред всієї цієї конкуренції, і ще мав задовольнити Волта.»
Як зазначено у його автобіографії, Піт вирішив написати сценарій перш ніж створити розкадровки, хоча він знайшов розповідь «складною, де легенда Артура була сплетена в суміш з інших легенд і міфів», і пошук прямої сюжетної лінії потребував «просіювання та сортування». Після того, як Волт отримав перший проєкт сценарію, він сказав Піту, що він повинен мати більше змісту. У другому проєкті Піт збільшив драматичніші аспекти історії. Волт схвалив його через дзвінок з Палм-Спрінгс, штат Флорида.

## Сприйняття
«Меч у камені» отримав фінансовий успіх у прокаті і став шостим найкасовішим фільмом 1963 року. Він зібрав в прокаті $22 182 353 в Північній Америці, заробивши, за оцінками театрального прокату в розмірі $4,75 мільйона.
Однак, він отримав змішані відгуки від критиків, які думали, що він мав занадто багато гумору і «мало змісту». гнилі помідори повідомляє про те, що 72 % критиків дали позитивні огляди, засновані на 25 відгуках з середнім балом 6,1/10. Його консенсус зазначає, що «гідний погляд на легенду про короля Артура, Меч у камені страждає від відносно байдужої анімації, але його герої, як і раніше, запам'ятовувані і привабливі.»
В книзі «Найкраще з Діснея», Ніл Синьярд стверджує, що, попри не широку відомість, фільм має відмінну анімацію, складну структуру, і насправді більше філософський, ніж інші диснеївські фільми. Синьярд говорить про те, що Волт Дісней, можливо, бачили щось від себе в Мерліні, і що Мім, яка «ненавидить здорове сонце», можливо, представляла критиків.

### Нагороди
Фільм отримав номінацію  на премію Оскар в категорії Премія «Оскар» за найкращу музику до фільму 1963 р, але програв фільму «Ірма Ла Дус»'.
Фільм включений Американським кіноінститутом 2008 року у список «10 найкращих американських фільмів у 10 класичних жанрах за версією AFI» як «номінований анімаційний фільм»

## Саундтрек
Автор музики і слів Роберт Б.Шерман і Річард М.Шерман. 
| Side one | Side one                                                           | Side one   |
| #        | Назва                                                              | Тривалість |
| -------- | ------------------------------------------------------------------ | ---------- |
| 1.       | «The Sword in the Stone» (Sung by Fred Darian)                     | 1:07       |
| 2.       | «Higitus Figitus» (Sung by Merlin)                                 | 1:49       |
| 3.       | «That's What Makes the World Go Round» (Sung by Merlin and Arthur) | 2:21       |

| Side two | Side two | Side two   |
| #        | Назва | Тривалість |
| -------- | --- | ---------- |
| 4.       | «A Most Befuddling Thing» (Sung by Merlin)                                                                                              | 1:07       |
| 5.       | «Mad Madam Mim» (Sung by Mim) | 2:10       |
| 6.       | «Blue Oak Tree» (Ending of the song, sung by Sir Ector and Sir Pellinore; and the knights beginning and the middle of the song deleted) | 0:50       |

## Відео для дому
«Меч у камені» на North American VHS на початку 1986 року як частина колекції «Walt Disney Classics», та вдруге у липні 1991 р. У Великій Британії на VHS він був вперше випущений 1988 та повторно наступного року. Він також вийшов на VHS у жовтні 1994 року як частина «Walt Disney Masterpiece Collection». На DVD фільм вийшов у березні 2001 року як частина «Walt Disney Gold Classic Collection», де до нього були додані дві класичні короткометражні мультфільми, «Лицар на день» та «Хоробрий маленький кравець», та факти про фільм. DVD фільму повторно вийшов як спеціальне видання до 45-ї річниці фільму у червні 2008 р. До 50-ї річниці мультфільм вийшов у HD-форматі Blu-ray у серпні 2013 р.

## Інші медіа
Кілька персонажів з фільму стали регулярно виступати в диснеївському телесеріалі «Будинок миші». Мерліна озвучив Хемілтон Кемп. Одна помітна його поява в серіалі в епізоді «День оренди», в якому він каже Міккі Маусу, що він дасть йому 50 вгору, тільки якщо він дасть Артуру меч. Мадам Мім з'являється як лиходій у спин-оффі фільму «Будинок лиходіїв Міккі». Мерлін часто присутній у парках Діснея, єдиний персонаж з фільму, що з'являється для знайомства і спілкування в Діснейленді і Дісней Ворлді. Він з'являється у відкривальному параді мрій Волт Діснея в Діснейленді. Він також проводить церемонію «Меч у камені» на атракціоні Карусель короля Артура у Фентезіленд в Діснейленді. У 2014 та 2015 році, англійська директива Change4Life включила «Higitus Figitus» як саундтрек для реклами своєї літньої програми «10 minute shake up», яку спонсорував Дісней.

### Комікси
Мадам Мім була прийнята в Качиний всесвіт, де вона іноді діє в команді з Магікою де Гіпноз та/або братами Гавс. Вона також з'явилася у Всесвіті Міккі Мауса, де вона об'єднувалася з Чорним Пітом та один раз у Фантомною Кляксою. Вона була закохана в капітана Гака в декількох історіях; в інших — у Фантомну Кляксу. У багатьох європейських коміксах Діснея, вона втратила свою справжню злу натуру, і є гадкою, але досить ввічливою.
Мім з'являлась в численних коміксах, створених в США компанією «Studio Program» в 1960-х і 1970-х рр. часто як спільниця Магіки. Більшість історій були опубліковані в Європі та Південній Америці. Серед художників були Джім Флетчер, Тоні Штробль, Вольфганг Шеффер і Катя Шеффер. Кілька нових персонажів були введені в цих історіях, в тому числі Самсон Прокляття, учень Мім і Магіки.

### Відеоігри
Мадам Мім з'являється у відеогрі «World of Illusion», як четвертий бос цієї гри.
Мерлін є другорядним персонажем у серії «Kingdom Hearts», озвучений Джефом Беннеттом в «Kingdom Hearts II». В Kingdom Hearts, Мерлін живе у покинутій хатинці в Траверс Таун з хресною феєю Попелюшки; його надсилає король Міккі допомогти Сорі, Дональду і Гуфі в мистецтві магії. Йому належить стара книга, в якій йдеться про світ у Сто акрів лісу, домівку Вінні-Пуха. Сторінки книги, однак, були вирвані і розкидані по всьому Всесвіту, і Мерлін просить Сору знайти їх для нього. Він повторює одну й ту ж роль в Kingdom Hearts: Chain of Memories у спогадах Сори спогади. В Kingdom Hearts II, Мерлін переїхав в Пустий Бастіон щоб допомоги групі Леона групи як член Комітету реставрації міста, хоча він йде в розріз з Сідом, який надає перевагу своїм власним комп'ютерним знанням, а не магії Мерліна. Мерлін знову наставляє Сору, Дональда і Гуфі в мистецтві магії і знову просить їх повернути вкрадені частини збірки оповідань про Пуха. В один момент у грі він запрошений в замок Діснея королевою Мінні, щоб протистояти загрозі Малефісенти, і він створює двері, що ведуть в минуле замку Діснея минуле (Позачасова річка) для тріо, щоб дослідити і зупинити плани Малефісенти і Піта. В приквелі Kingdom Hearts Birth by Sleep, Мерлін зустрічає Терру, Акву та Вентуса, і надає кожному з них доступ до Стоакрового лісу. Пріквел також показує, що саме Терра дала йому цю книгу, коли знайшла її Сяючому саді. За даними творця серії Тецуя Номури, світ, оснований на мультфільмі, мав з'явитися в Kingdom Hearts 3D: Dream Drop Distance, але ідея була скасована.

### Робота над повнометражним фільмом
За словами The Hollywood Reporter в 2015 році компанія Disney почала розробку повнометражного фільму «Меч у камені» з автором сценарію Брайаном Когманом та продюсером Бригамом Тейлором.

## Український дубляж
- Арсен Шавлюк — Артур/Клоп
- Юрій Висоцький — Мерлін
- Андрій Альохін — Архімед
- Наталя Сумська — Мадам Мім
- Володимир Кокотунов — Ектор
- Сергій Нікітін — Кей
- Дмитро Завадський — Пелінор
- Людмила Суслова — Кухарка
- Володимир Нечепоренко — Оповідач
- Пісні виконують: Сергій Юрченко, Світлана Заря, Тетяна Піроженко

Фільм дубльовано студією «Le Doyen» на замовлення компанії «Disney Character Voices International» у 2019 році.
- Режисер дубляжу — Максим Кондратюк
- Перекладач — Тетяна Левченко
- Перекладач пісень — Ілля Чернілевський
- Музичний керівник — Тетяна Піроженко
- Звукорежисер — Віктор Алферов